# I Am Your Leader
I Am Your Leader – utwór Nicki Minaj z albumu Pink Friday: Roman Reloaded. W piosence gościnnie wystąpili Cam'ron i Rick Ross. 

## Kompozycja
I Am Your Leader został napisany przez Onikę Maraj, Hollisa, Williama Robertsa II i Camerona Gilesa a wyprodukowany przez Hit-Boy. Utwór został nagrany w Conway Studios w Los Angeles.

## Teledysk
Teledysk do piosenki ukazał się 24 sierpnia 2012. Gościnnie wystąpili Rick Ross i Cam'ron. Za reżyserię odpowiedzialny jest Colin Tilley.

## Notowania
| Lista (2012)                         | Najwyższa pozycja |
| ------------------------------------ | ----------------- |
| US Hot R&B/Hip-Hop Songs (Billboard) | 71                |